# Монастырь Фрауенцель
Монастырь Фрауенцель (нем. Kloster Frauenzell) — бывшее бенедиктинское аббатство в одноименном районе коммуны Бреннберг в баварском округе Верхний Пфальц, недалеко от Регенсбурга. Около 1312 года два отшельника поселились в лесу около Бреннберга, а в 1317—1320 годах местный граф Реймар IV пожертвовал им землю для строительства церкви и монастыря; епископ Николаус подтвердил основание монастыря в 1324 году.